# 18175 Jenniferchoy
18175 Jenniferchoy (2000 QB15) là một tiểu hành tinh vành đai chính được phát hiện ngày 24 tháng 8 năm 2000 bởi nhóm nghiên cứu tiểu hành tinh gần Trái Đất phòng thí nghiệm Lincoln ở Socorro.